# Las pasiones del alma
Las pasiones del alma (en francés, Les passions de l'âme) es la última obra publicada de René Descartes, completada en 1649 y dedicado a la reina Cristina de Suecia.
El autor contribuye a una larga tradición de teorización de "las pasiones". Las pasiones eran experiencias ahora comúnmente llamadas emociones en el período moderno, y habían sido tema de debate entre los filósofos naturales desde la época de Platón.
Notables precursores de Descartes que articularon sus propias teorías de las pasiones son San Agustín, Santo Tomás de Aquino y Thomas Hobbes.

## Orígenes y organización del texto.

### Origen

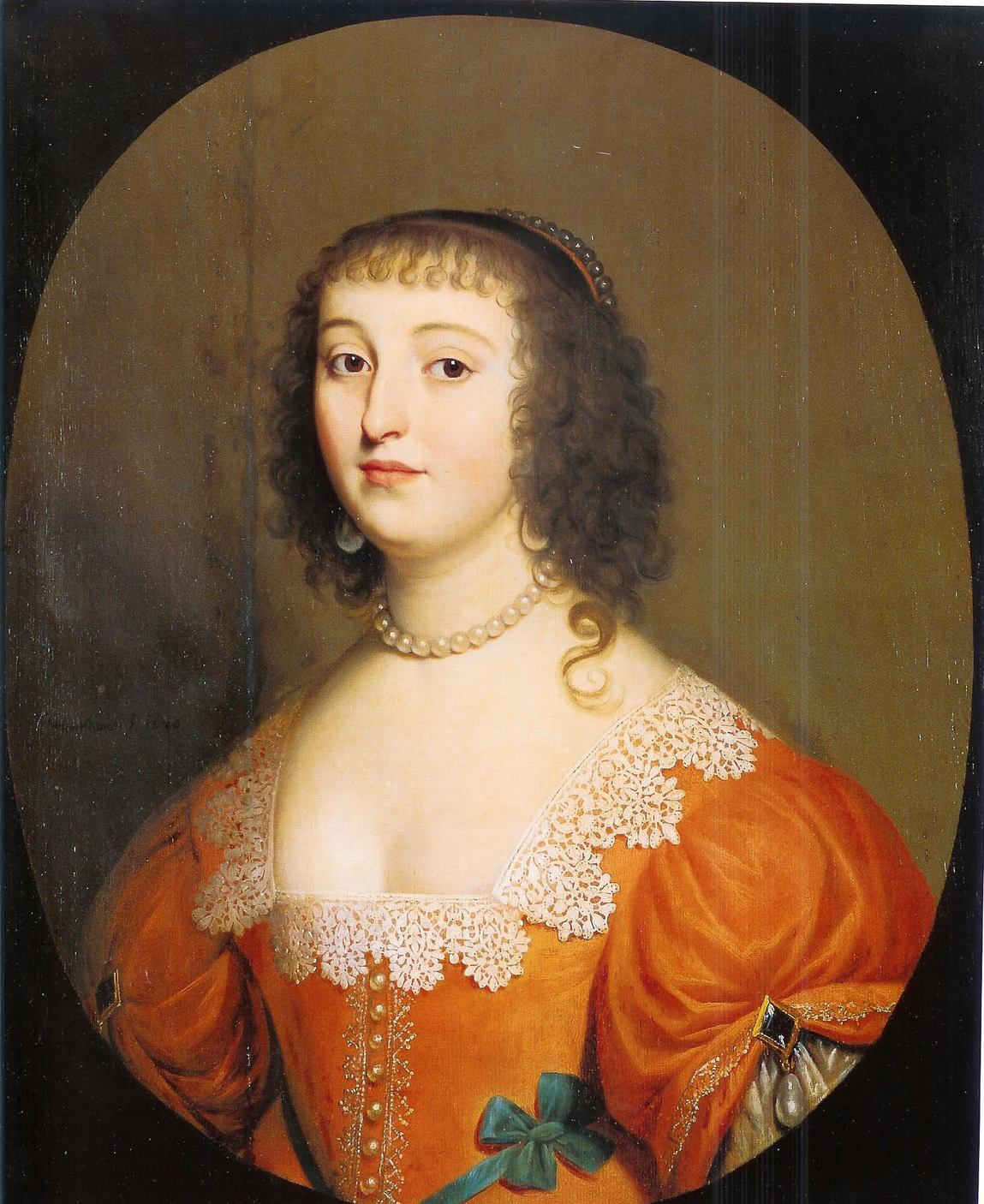
Isabel de Bohemia y del Palatinado, 1636

En 1643, Descartes comenzó una prolífica correspondencia con la princesa Isabel de Bohemia y del Palatinado, en la que respondió a sus preguntas morales, especialmente sobre la naturaleza de la felicidad, las pasiones y la ética. Las pasiones del alma se escribió como una síntesis de este intercambio.
Amélie Rorty afirma que el examen de las pasiones presentes en el trabajo de Descartes juega un papel importante en ilustrar el desarrollo de la percepción de la mente cognitiva en la sociedad occidental. De acuerdo con su artículo "De las pasiones a las emociones y sentimientos", la necesidad de Descartes de reconciliar la influencia de las pasiones en seres de otra manera racionales marca un punto claro en el avance de la autoestima humana, en paralelo con el método científico cada vez más racional.

#### Relación entre filosofía moral y ciencia
En el contexto del desarrollo del pensamiento científico en el siglo XVII, que abandonaba la idea del cosmos en favor de un universo abierto guiado por leyes inviolables de la naturaleza (véase Alexandre Koyré), las acciones humanas ya no dependían de la comprensión del orden y el mecanismo del universo (como había sido la filosofía griega), sino entender el funcionamiento esencial de la naturaleza.
Fue en este contexto que Descartes quiso hablar de las pasiones, ni como un moralista ni desde una perspectiva psicológica, sino como un método para explorar un aspecto fundamental de la ciencia natural. "Mi propósito no es explicar las pasiones como orador", escribió en una carta a su editor fechado el 14 de agosto de 1649, "ni siquiera como filósofo, sino solo como físico". Al hacerlo, Descartes no solo rompió de la tradición aristotélica (según la cual los movimientos del cuerpo se originan en el alma), sino también con las tradiciones estoicas y cristianas que definieron las pasiones como las enfermedades del alma y que dictan que sean tratadas como tales. Así, Descartes afirmó que las pasiones "son intrínsecamente buenas y que todo lo que tenemos que evitar es su mal uso o su exceso".
En el contexto mecanicista de la vida que estaba ganando popularidad en la ciencia del siglo XVII, Descartes percibió el cuerpo como una máquina autónoma, capaz de moverse independientemente del alma. Fue a partir de esta percepción fisiológica del cuerpo que Descartes desarrolló sus teorías sobre las pasiones del alma. Anteriormente considerada como una anomalía, las pasiones se convirtieron en un fenómeno natural, que necesitaba una explicación científica.

#### La noción de pasión
El tratado se basa en la filosofía desarrollada por Descartes en sus trabajos anteriores, especialmente la distinción entre cuerpo y alma: la sustancia pensante (res cogitans) es incorpórea, mientras que el cuerpo es físico (res extensa) pero no piensa y se define principalmente por su forma y movimiento. Esto es lo que se conoce como dualismo cartesiano. En Las pasiones de alma, Descartes explora aún más el misterioso problema mente y cuerpo.
Las pasiones como Descartes las entendió, corresponden aproximadamente a los sentimientos que ahora se llaman emociones, pero existen varias distinciones importantes entre los dos. En principio, las pasiones, como lo sugiere la etimología de la palabra, son por naturaleza sufridas y soportadas, y por lo tanto son el resultado de una causa externa que actúa sobre un sujeto. En contraste, la psicología moderna considera que las emociones son una sensación que se produce dentro de un sujeto y, por lo tanto, es producida por el sujeto en sí.
En Las pasiones del alma, Descartes define las pasiones como "las percepciones, sensaciones o conmociones del alma que relacionamos particularmente con el alma y que son causadas, mantenidas y fortalecidas por algún movimiento de los espíritus" (art. 27). Los "espíritus" mencionados en esta definición son "espíritus animales", una noción fundamental para entender la fisiología de Descartes. Estos espíritus funcionan en una capacidad similar al sistema nervioso de la medicina moderna. Descartes explica que estos espíritus animales se producen en la sangre y son responsables de la estimulación física que hace que el cuerpo se mueva. Al afectar los músculos, por ejemplo, los espíritus de los animales "mueven el cuerpo de todas las maneras diferentes en que es capaz de hacerlo" (art. 10).
Descartes no rechaza en principio las pasiones; en cambio, subraya su papel beneficioso en la existencia humana. Sostiene que los humanos deben trabajar para comprender mejor su función para controlarlos en lugar de ser controlados por ellos. Por lo tanto, "[e] incluso aquellos que tienen las almas más débiles podrían adquirir un dominio absoluto sobre todas sus pasiones si trabajaran lo suficiente como para entrenarlos y guiarlos" (art. 50).

### Organización del tratado
La organización del libro es indicativa de la filosofía del autor. Aplicando su famoso método a la filosofía moral, Descartes representó el problema de las pasiones del alma en términos de sus componentes integrales más simples. Él distingue entre seis diferentes pasiones fundamentalmente distintas: 
 Pero no hay muchas pasiones simples y básicas ... verás fácilmente que solo hay seis: maravilla, amor, odio, deseo, alegría, tristeza. Todos los demás están compuestos de algunos de estos seis o son especies de ellos. Así que te ayudaré a encontrar tu camino a través de la gran multitud de pasiones tratando las seis básicas por separado y luego mostraré cómo todas las demás se derivan de ellas. —Descartes, "Pasiones del alma", artículo 69
Son con estas seis pasiones primarias (admiración, amor, odio, deseo, alegría y tristeza) que Descartes comienza su investigación sobre sus efectos fisiológicos y su influencia en el comportamiento humano. Luego sigue combinando las seis pasiones para crear una imagen holística de las pasiones.
La obra se divide en tres partes, titulada:
1. Las pasiones en general e incidentalmente toda la naturaleza del hombre
2. El número y orden de las pasiones y explicaciones de las seis pasiones básicas
3. Pasiones específicas

El trabajo se divide aún más, dentro de las tres partes mayores, en 212 artículos cortos que rara vez exceden algunos párrafos de longitud.

## Problemas filosóficos

### Estado del sujeto

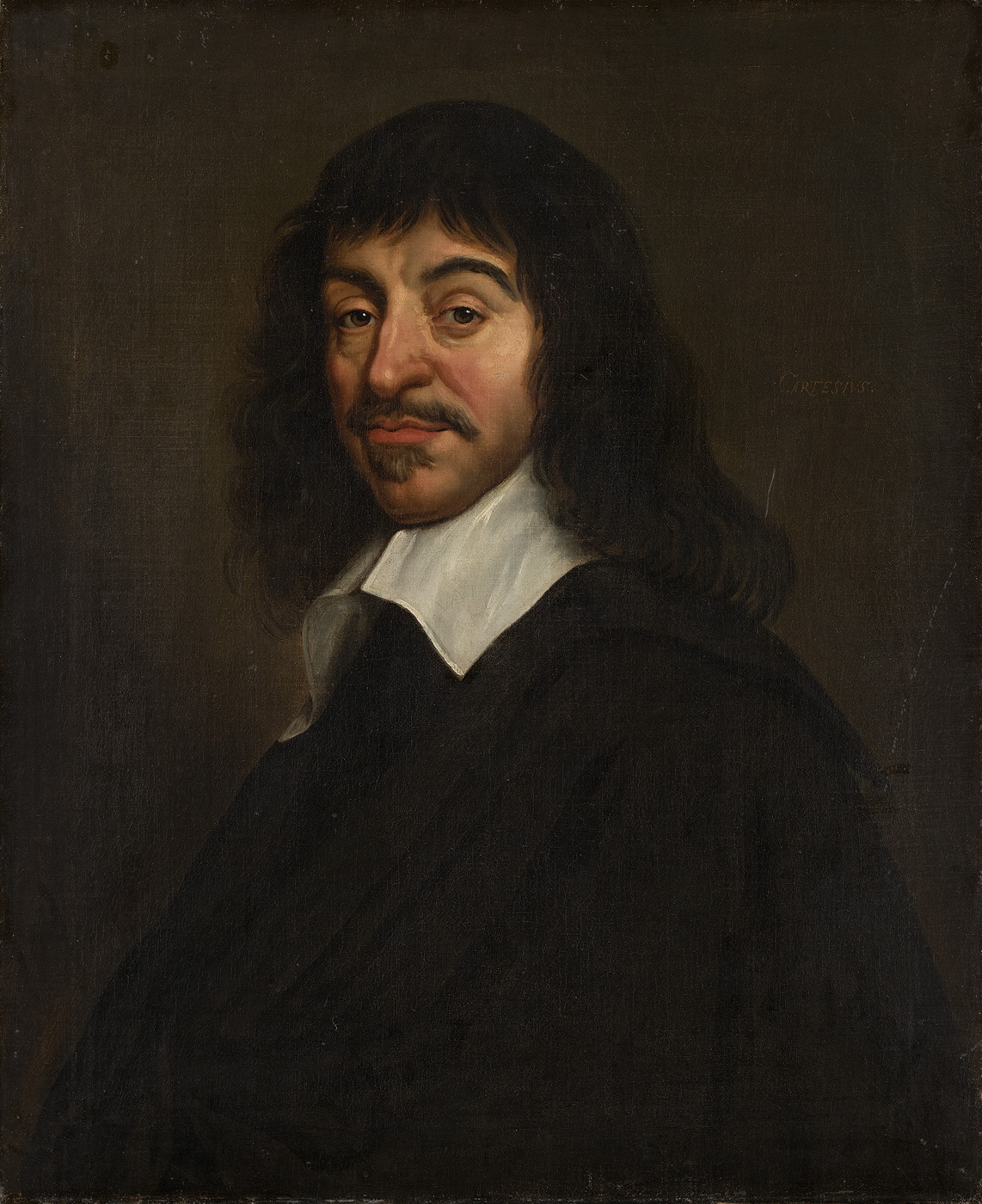
Retrato de René Descartes

Según Michel Meyer, Passions es una de las obras publicadas más importantes de Descartes. Descartes escribió el tratado en respuesta a una aguda ansiedad filosófica y, sin embargo, al hacerlo, se arriesgó a destruir la totalidad de su trabajo anterior y el sistema cartesiano.
El problema surge del hecho de que las pasiones, basadas inextricablemente en la naturaleza humana, amenazan la supremacía del sujeto pensante en el que Descartes basó su sistema filosófico, en particular en Discurso del método. Descartes había convertido el tema del pensamiento en el fundamento de la certeza objetiva en su famosa afirmación: "Pienso, luego existo". Fue en este sistema donde se basó la posibilidad de conocer y comprender el mundo. Al permitir que las pasiones pudieran interrumpir el proceso de razonamiento dentro de un ser humano, permitió una falla inherente en esta prueba. Y si el hombre se vio obligado a dudar de la verdad de sus propias percepciones, ¿en qué podría basar su comprensión del mundo natural?
Además, otra distinción entre los escritos de Descartes sobre física y aquellos sobre la naturaleza humana que se pueden encontrar en Pasiones es su relación con la teleología aristotélica. Mientras que Descartes discute la existencia de una causa final en la física, la naturaleza de su trabajo en el examen de los orígenes y funciones de los deseos en el alma humana exige la existencia de un objetivo final hacia el cual el individuo está trabajando.

### La relación entre el cuerpo y el espíritu
El problema del Tratado de las pasiones está también el problema del dualismo cartesiano. En la primera parte de su trabajo, Descartes reflexiona sobre la relación que existe entre la sustancia pensante y el cuerpo. Para Descartes, el único vínculo entre estas dos sustancias es la glándula pineal (art. 31), el lugar donde el alma está adherida al cuerpo.
Las pasiones que estudia Descartes son en realidad las acciones del cuerpo sobre el alma (art. 25). El alma sufre la influencia del cuerpo y está totalmente sujeta a la influencia de las pasiones. De la manera en que Descartes explica el cuerpo humano, los espíritus animales estimulan la glándula pineal y causan muchos problemas (o emociones fuertes) en el alma.

## La combinación de las pasiones
Las pasiones atacan el alma y obligan al cuerpo a cometer acciones inapropiadas. Por lo tanto, fue necesario que Descartes estudie en la segunda parte de su tratado los efectos particulares de cada pasión por separado y sus formas de manifestación. El estudio de las pasiones nos permite comprender y explicar mejor estos elementos que, de otro modo, podrían perturbar las capacidades de razonamiento racional de un humano.
Al mismo tiempo, la modernidad de Descartes también debe ser apreciada. Incluso mientras describe las pasiones y sus efectos, nunca emite una prohibición general contra ellos como defectos humanos fatales que deben evitarse a toda costa. Los reconoce como un aspecto inherente de la humanidad, que no deben tomarse como aberraciones. Además, el papel de las pasiones sobre el cuerpo no es insignificante. Descartes indica que deben ser aprovechados para aprender cuáles son buenos y malos para el cuerpo y, por lo tanto, para el individuo (art. 211 y 212).
Así, la mayor parte del trabajo está dedicado a enumerar las pasiones y sus efectos. Comienza con las seis pasiones básicas y luego toca las pasiones específicas que se derivan de su combinación. Por ejemplo, el desprecio y la estima son dos de las pasiones derivadas de la pasión básica de admiración (art. 150). La pasión que más valoró Descartes es la generosidad por el efecto positivo que tiene sobre el individuo (art. 153).

## Controlar las pasiones
Para Descartes, nada podría ser más perjudicial para el alma y, por lo tanto, el proceso de pensamiento, que es su función principal (art. 17), que el cuerpo (art. 2). Sostuvo que las pasiones no son dañinas en sí mismas. Sin embargo, para proteger la independencia de los pensamientos y garantizar la comprensión de la realidad de un hombre, indicó que es necesario conocer las pasiones y aprender a controlarlas para darles el mejor uso posible. También es necesario, por lo tanto, que un hombre se esfuerce por dominar la separación que existe entre el cuerpo corporal y la mente.

## La influencia deLas pasiones del alma
En su examen de las ideas erróneas modernas y populares de la filosofía de Descartes, Lilli Alanen sostiene que Gilbert Ryle, autor de The Concept of Mind (1949) se asocia comúnmente con una aplicación moderna de la filosofía de Descartes tal como se expone en las Pasiones. Según Alanen, Ryle describe al verdadero hombre como el "Fantasma en la máquina", separando completamente el cuerpo físico y de la "mente" metafísica que en realidad también encapsula el espíritu. Alanen sostiene que esta filosofía es más parecida a la de Platón, mientras que la de Descartes permanece más ligada a Aristóteles. La confusión que une a Ryle con Descartes se deriva de una confusa mezcla de metáforas; Descartes y sus contemporáneos conceptualizaron la mente como una cosa de proporciones físicas (aunque inconcebibles), lo que permitió una diferenciación entre el sentido "interno" y el "externo". Esto se vincula con el discurso de Descartes, que derivó el conocimiento y la comprensión de las realidades externas sobre la base de la certeza interna.